# حساسية المعادن
تؤدي الحساسية تجاه المعادن إلى التهاب الجلد بعد ملامسته للمعادن. هم شكل من أشكال التهاب الجلد التماسي التحسسي. أصبحت أكثر شيوعًا، اعتبارًا من عام 2021، باستثناء المناطق ذات الإجراءات التنظيمية المضادة.
قد يصبح الأشخاص حساسين لبعض المعادن عن طريق ملامسة الجلد، عادةً عن طريق ارتداء أو حمل المنتجات الاستهلاكية (بما في ذلك المنتجات غير المعدنية، مثل المنسوجات والجلود المعالجة بالمعادن)، أو أحيانًا بعد التعرض لها في العمل. يؤدي ملامسة الجلد التالف إلى زيادة احتمالية حدوث الحساسية. قد تسبب الغرسات الطبية أيضًا ردود فعل تحسسية. يشخص عن طريق اختبار البقعة اختبار الرقعة، وهي طريقة لا تعمل بشكل جيد مع المعادن كما هو الحال مع بعض مسببات الحساسية الأخرى.
الوقاية والعلاج يتكونان من تجنب مسببات الحساسية المعدنية؛ لا يوجد علاج آخر، اعتبارًا من عام 2021. قد يكون من الصعب تحديد وتجنب المواد المسببة للحساسية، لأن العديد من المعادن شائعة في البيئة، وبعضها ضروري بيولوجيًا للإنسان. نجحت اللوائح في خفض معدلات بعض أنواع الحساسية تجاه المعادن في أوروبا، ولكنها ليست منتشرة على نطاق واسع. إن التكاليف الاجتماعية والاقتصادية لحساسية المعادن مرتفعة.
الحساسية المعدنية هي نوع من الحساسية الرابعة. المعادن الناشبة. قد تساهم سمية بعض المعادن المسببة للحساسية في تطور الحساسية.

## معادن

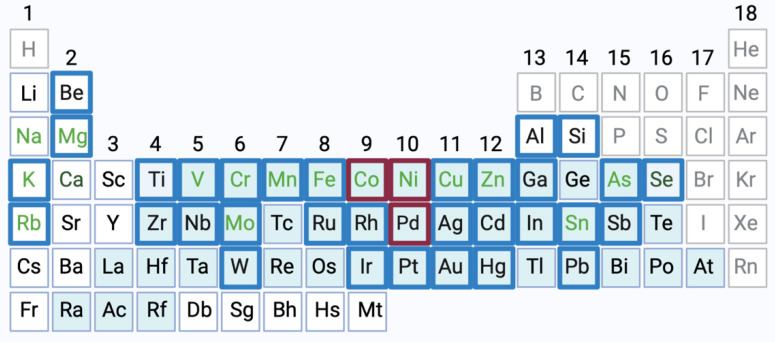
جدول دوري مختصر للعناصر يُظهر المعادن المتورطة في تفاعلات الحساسية (المربعات ذات الحدود الزرقاء)، ومعظمها معادن ثقيلة (خلفية زرقاء). المواد المسببة للحساسية التي تمت دراستها بشكل أفضل مثل النيكل والكوبالت والبلاديوم محاطة باللون الأحمر (على الأرجح) العناصر النزرة الأساسية باللون الأخضر، وغير المعدنية باللون الرمادي.

عرفت حساسية النيكل والحساسية تجاه الزئبق والكروم منذ فترة طويلة؛ جذب الذهب والبلاديوم والكوبالت الانتباه مؤخرًا. غالبًا ما يكون هناك حساسية تصالبية (الاستحساس الخلطي)، حيث قد يصاب الشخص المصاب بالحساسية تجاه معدن ما بالحساسية تجاه معدن آخر، ولكن من الممكن أيضًا التحسس الأحادي، الذي يتفاعل مع معدن واحد فقط. على سبيل المثال، غالبًا ما يعاني العديد من الأشخاص الذين يعانون من حساسية تجاه النيكل من حساسية تجاه الكوبالت (عنصر مشابه غالبًا ما يوجد في نفس الأماكن مثل النيكل) والبلاديوم. ولكن من الممكن أيضًا أن يكون لديك حساسية تجاه أحد هذه المعادن فقط.
النيكل هو أحد أكثر مسببات حساسية التلامس شيوعًا.

## طرق التعرض
تحدث معظم حالات حساسية المعادن بسبب المنتجات الاستهلاكية التي تحتوي على معدن؛ يمكن أن يسبب التعرض في العمل أيضًا حساسية من المعادن. أكبر تعرض بشري للمعادن هو الابتلاع؛ في حين أن الطعام أو الشراب الذي يحتوي على معادن يمكن أن يسبب رد فعل تحسسي لدى الأشخاص الذين لديهم بالفعل حساسية، فليس من الواضح ما إذا كان يمكن أن يسبب حساسية جديدة، اعتبارًا من عام 2021. بعض المواد المسببة للحساسية المعدنية ضرورية من الناحية التغذوية للإنسان. رُبطت المعادن المحمولة جواً بارتفاع معدلات الحساسية.
قد يكون من الصعب معرفة مسببات الحساسية التي يتفاعل معها الشخص المصاب بالتهاب الجلد التماسي، خاصةً إذا كان رد الفعل التحسسي جهازيًا، وليس مجرد حدوثه في المكان الذي دخلت فيه المادة المسببة للحساسية إلى الجسم.
تشمل المنتجات الاستهلاكية التي تسببت في الحساسية المجوهرات (المجوهرات ذات العلامات التجارية الرخيصة والمكلفة والتي قد تطلق المواد المسببة للحساسية المعدنية) والأزرار ومثبتات الملابس (مثل السحابات والأبازيم والخطافات) وترميم الأسنان والهواتف المحمولة والجلود (من عملية الدباغة). قد تتسبب مثبتات الشعر المعدنية أيضًا في تسرب المواد المسببة للحساسية. زيادة المنتجات الاستهلاكية، بما في ذلك الإلكترونيات الاستهلاكية، التي تستخدم المواد النانوية المعدنية، وخاصة السيليكون والتيتانيوم والزنك والألمنيوم، يزيد من التعرض.
من المعروف أن أحبار الوشم الملوثة بمسببات الحساسية المعدنية تسبب ردود فعل شديدة، أحيانًا بعد سنوات، عندما لا يكون الحبر الأصلي متاحا للاختبار.

كما أن الزرع والأطراف الصناعية، بما في ذلك إصلاح الأسنان، تشكل تعرضاً؛ إن عمل الأسنان هو الطريقة الرئيسية التي يقوموا من خلالها بتوعية عامة الناس بالبلاديوم، وقد يصاب عمال الأسنان بحساسية البلاديوم المهنية، على الرغم من أن التحسس المتبادل قد يكون أيضًا طريقة شائعة يصاب بها الناس بحساسية تجاه هذا المعدن النادر إلى حد ما. يمكن أن تسبب الأدوية التي تحتوي على معادن أيضًا حساسية محتملة.

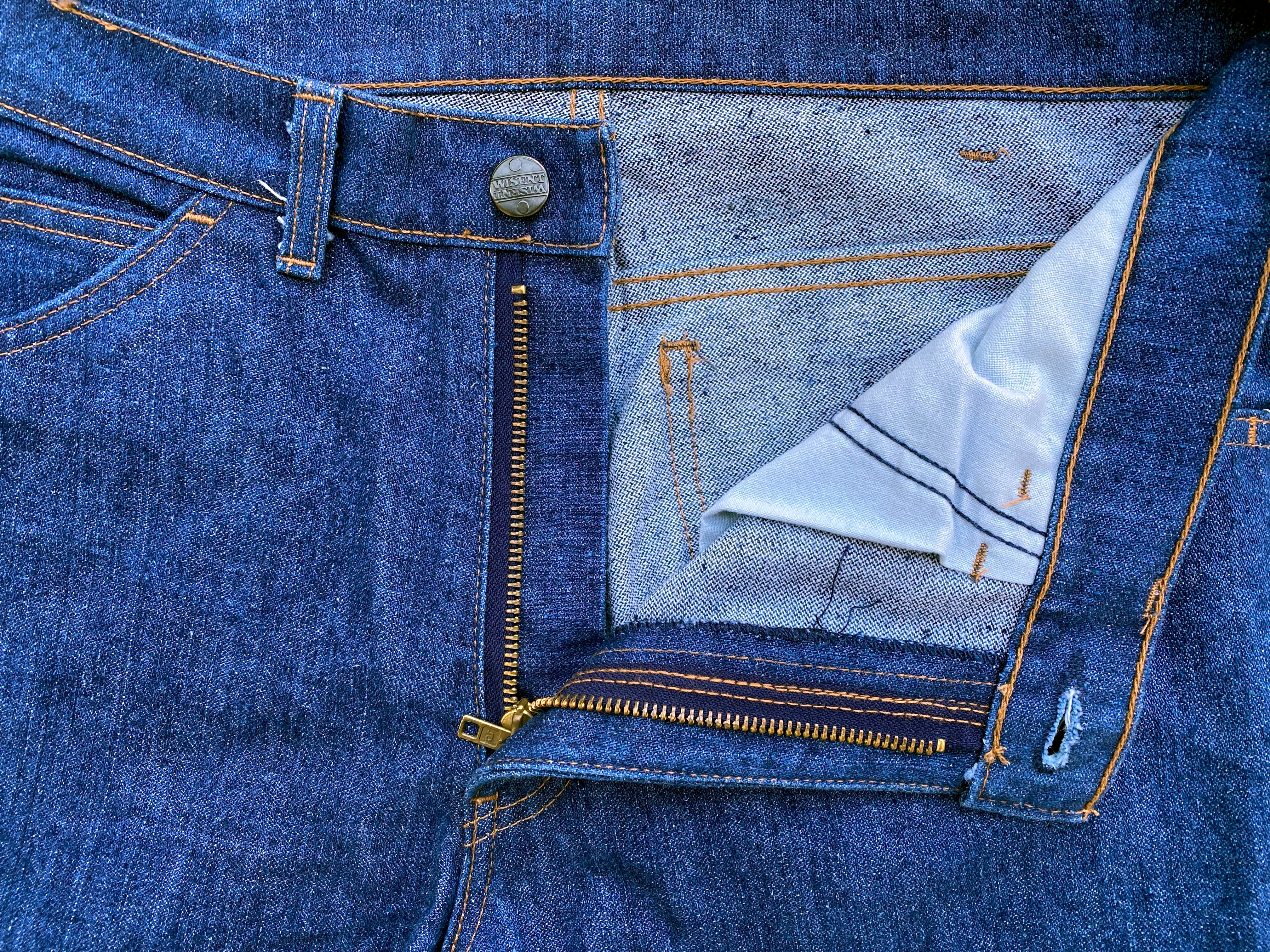
قد يحتوي الزر، والمسامير، والسحاب، والأبازيم، وحتى نسيج الملابس على مسببات الحساسية المعدنية.
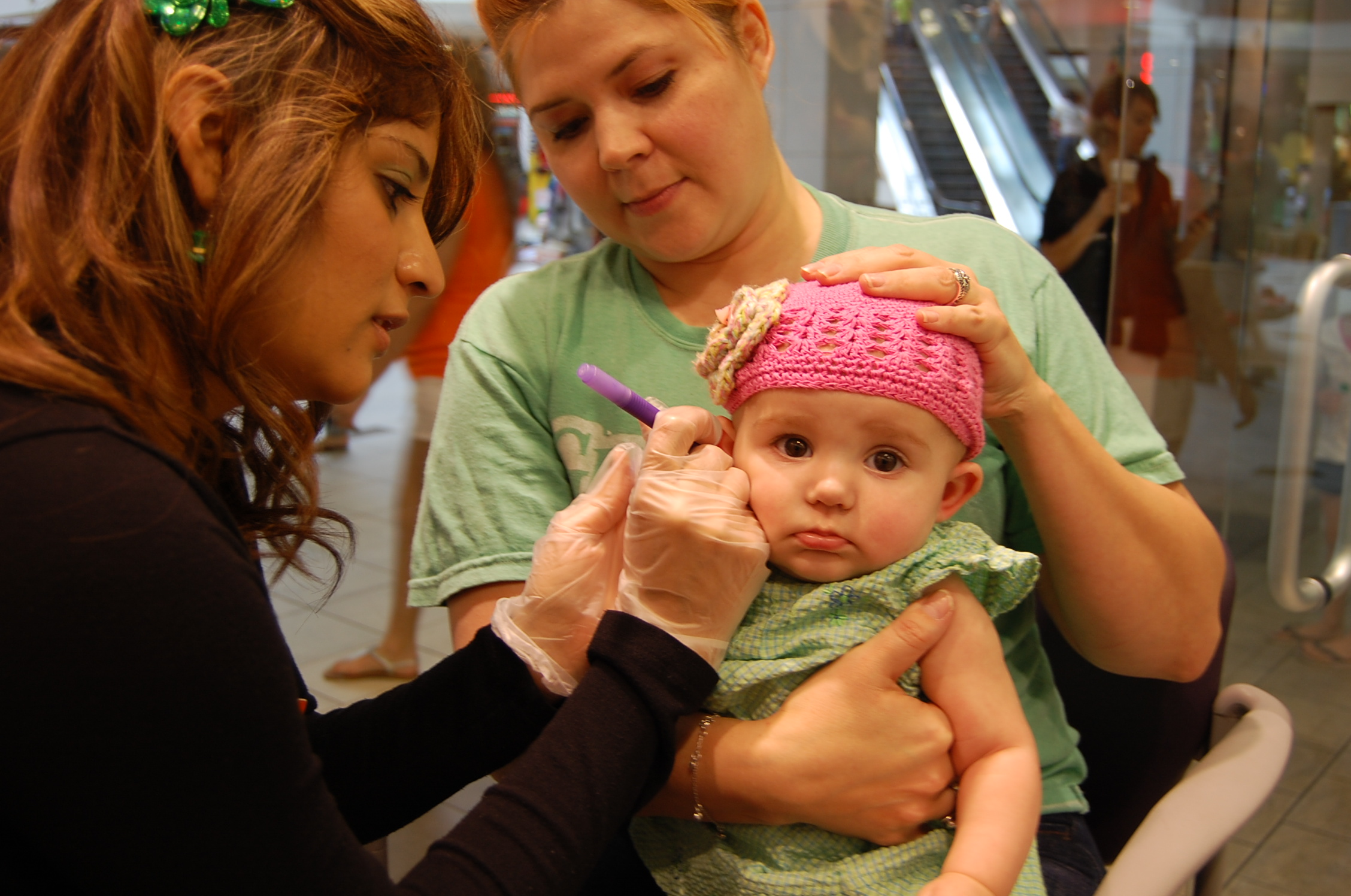
يؤدي الثقب إلى ملامسة المعدن للجلد التالف، لذلك يمكن أن يسبب الحساسية حتى عند مستويات التعرض المنخفضة نسبيًا. يمكن أن يتسبب ارتداء المجوهرات المعدنية أيضًا في حدوث حساسية.
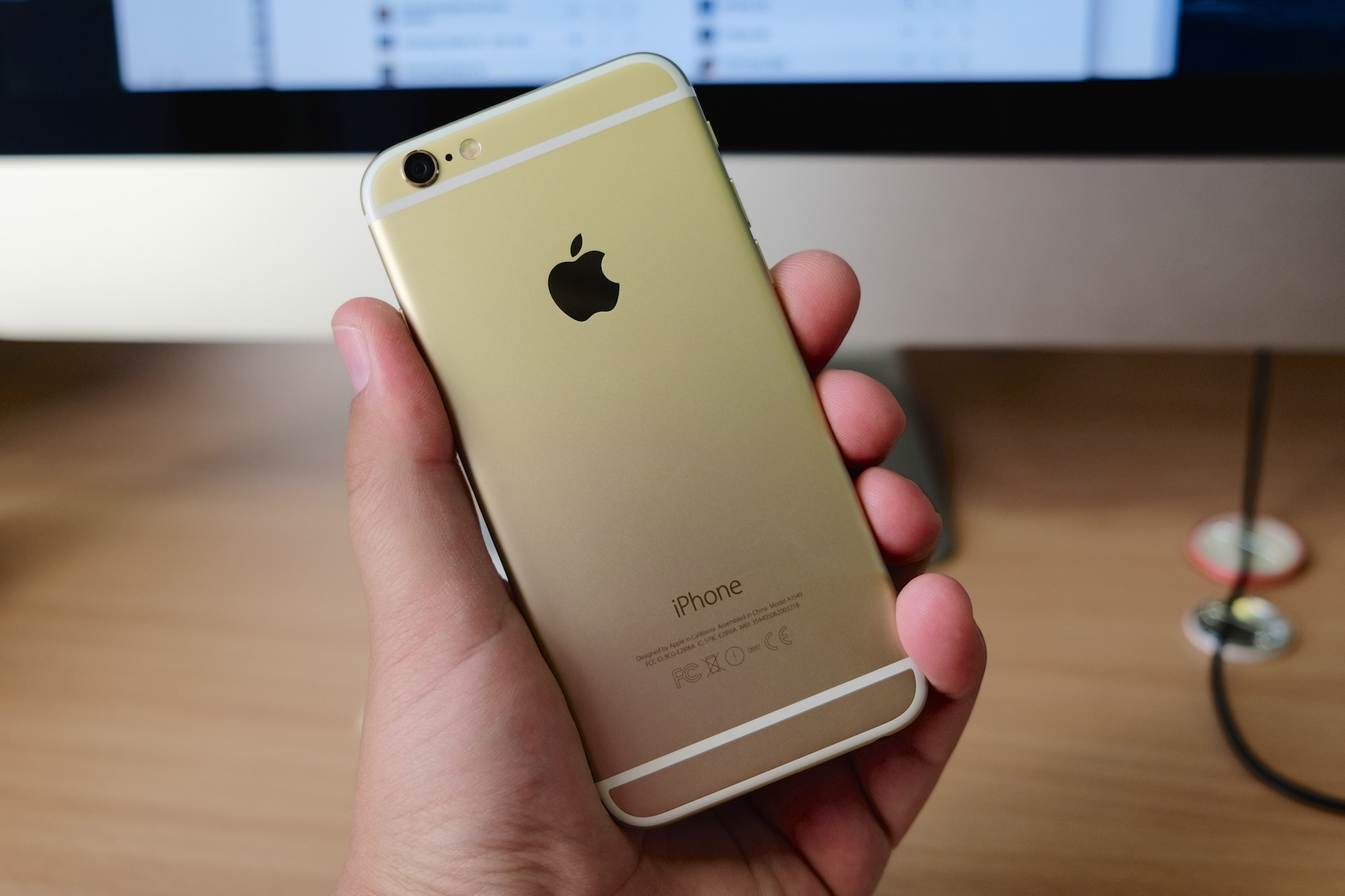
يعد المعدن المكشوف على الهواتف المحمولة أيضًا مصدرًا لمسببات الحساسية التلامسية.

### جلد
يزيد التعرض على الجلد التالف، مثل الأيدي المشقوقة أو الثقب، من خطر الحساسية من التعرض المنخفض المستوى لمسببات الحساسية.

## تشخيص
يحدث التشخيص عن طريق اختبار الرقعة، وهي طريقة استخدمت لأول مرة في عام 1895. تلتصق الرقع التي تحتوي على مسببات الحساسية المحتملة على الجلد، ويراقب الجلد بحثًا عن
الالتهاب. بالنسبة لمسببات الحساسية المعدنية، تكون
قابلية استنساخ اختبار الرقعة منخفضة، ومدى توقعها لفشل الغرسة موضع نقاش. إذا كان الشخص الذي يختبر يعاني من طفح جلدي بالفعل، فقد يكون من الصعب إجراء اختبار الرقعة. قد يؤدي اختبار البقعة أيضًا إلى تفاقم الحساسية. من الصعب أيضًا التمييز بين الحساسية المشتركة والحساسية المتصالبة باستخدام اختبار الرقعة.

الاختبارات في المختبر، حيث تفحص عينة الدم من الخلايا التائية الحساسة للمعادن، قيد التطوير، ولكنها غير مستخدمة على نطاق واسع، ويرجع ذلك جزئيًا إلى التكلفة. العديد من الأشخاص غير المصابين بالحساسية لديهم أيضًا خلايا تائية خاصة بالمعادن، وفي بعض الحالات يبدو أن لديهم أكثر من بعض الأفراد المصابين بالحساسية، مما يجعل الاختبار أقل فائدة.

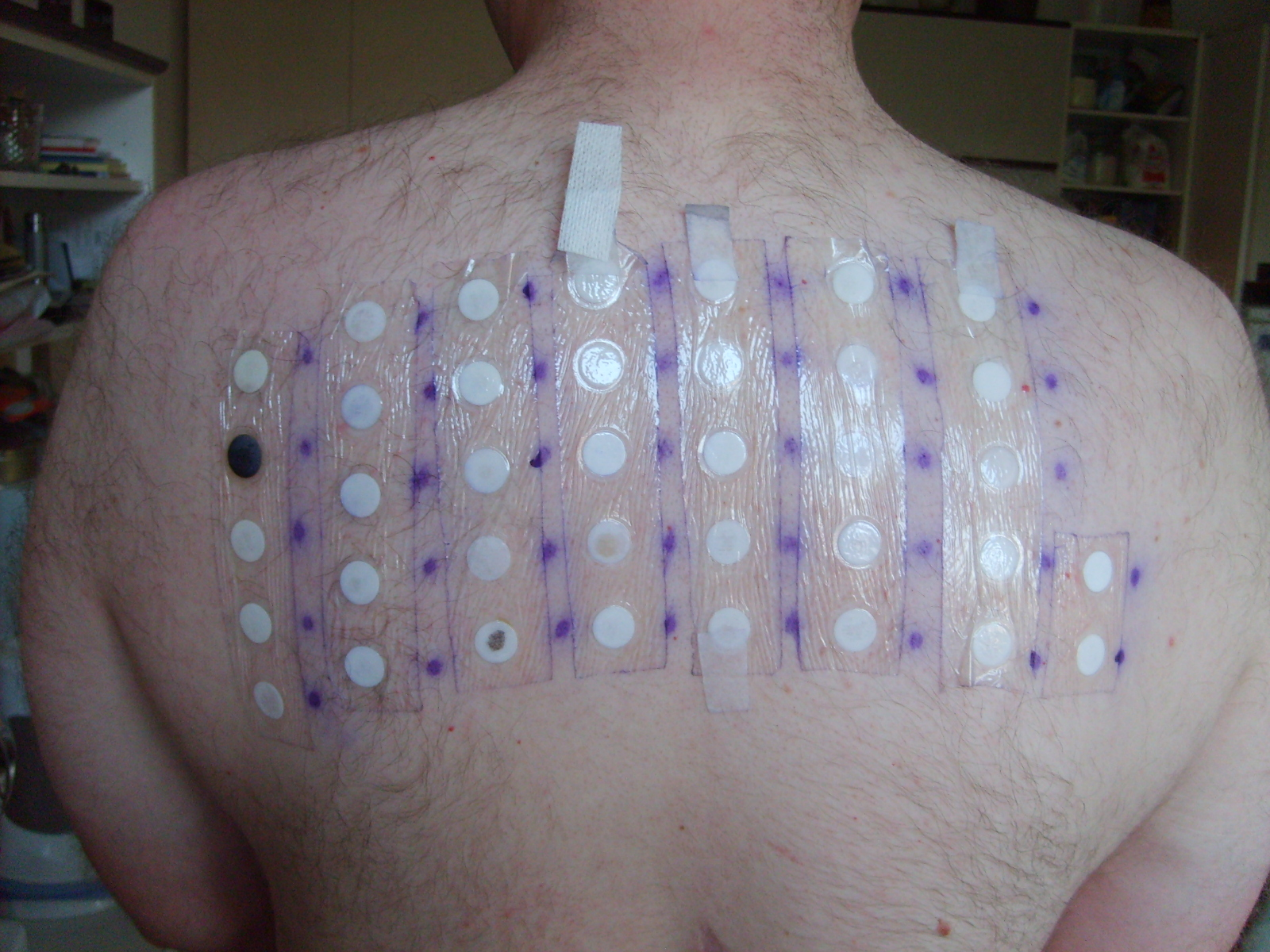
اختبار رقعة
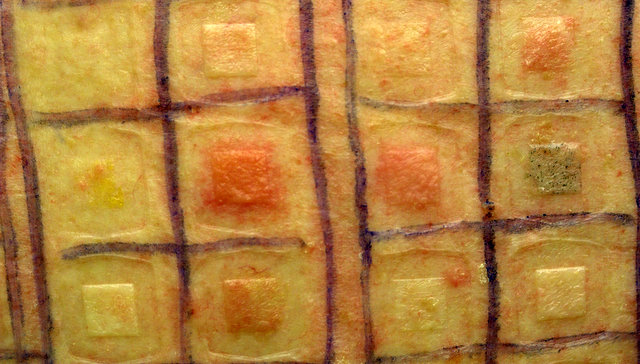
تحت بعض البقع، يكون الجلد قد تفاعل وأصبح ملتهبًا

## علم الأوبئة
أصبحت الحساسية تجاه المعادن أكثر شيوعًا بسرعة. النيكل هو أكثر مسببات حساسية التلامس شيوعًا في جميع أنحاء العالم (الأشخاص المصابون بالتهاب الجلد التماسي، 11.4٪ في أوروبا، 8.8-25.7٪ في الصين، و 17.5٪ في أمريكا الشمالية لديهم حساسية من النيكل).
يمكن أن تتطور حساسية النيكل، وحساسية التلامس بشكل عام، عندما يكون الناس في أي عمر، ولكن من المرجح أن تتطور في بداية مرحلة البلوغ. قد يكون هذا بسبب أنماط التعرض أو التغيرات في جهاز المناعة مع تقدم العمر أو كليهما.

## الوقاية والرعاية
تتضمن الوقاية من الحساسية التلامسية وعلاجها إلى حد كبير تجنب مسببات الحساسية، والتي قد تكون صعبة عندما تكون معدنًا شائعًا. لا توجد علاجات أخرى لحساسية المعادن اعتبارًا من عام 2021.

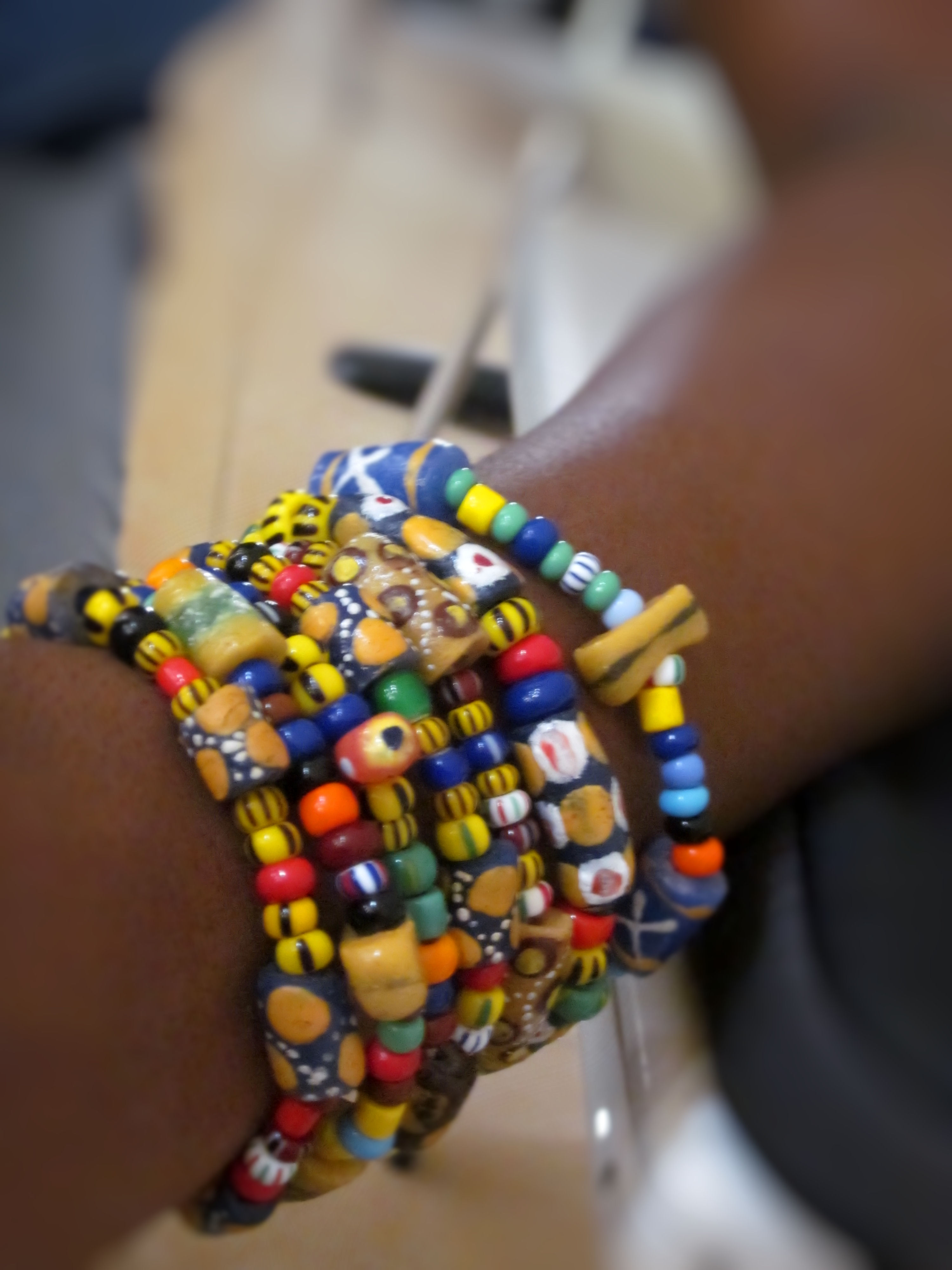
حبات مسحوق الزجاج. يمكن للمجوهرات المحتوية على المعادن أن تسبب الحساسية المعدنية وتزيدها سوءًا

### التنظيم البيئي
في هولندا، نجحت اللوائح التي تحد من إطلاق النيكل من المنتجات الاستهلاكية، والتي أُدخلت في التسعينيات. النساء الهولنديات الآن أقل عرضة للإصابة بحساسية النيكل بشكل ملحوظ. اتبعت السويد في عام 1994، لاحقًا وضعت اللوائح التنظيمية في جميع أنحاء أوروبا. تغطي هذه الحدود الأشياء التي المدخلة في الثقوب (0.2 ميكروغرام / سم 2 / أسبوع) وتلك التي تكون على اتصال مباشر أو طويل الأمد مع الجلد (0.5 ميكروغرام / سم 2). كما أنها تحدد قيمًا مستهدفة للنيكل في الهواء المحيط؛ (20 نانوغرام / ملغ 3) الزيادات في تركيزات النيكل في الهواء المحيط، حتى عندما تكون المستويات المطلقة منخفضة للغاية، قد ارتبطت بزيادة معدلات التحسس لدى البشر. انخفضت معدلات حساسية النيكل في أوروبا، على الرغم من أنها لا تزال أكثر حساسية التلامس شيوعًا. اللوائح التنظيمية غير كافية بشكل عام، نظرًا لمقدار الضرر الاجتماعي والاقتصادي الناجم عن الحساسية المعدنية.
شجعت اللوائح على استخدام معادن غير النيكل، مما تسبب في المزيد من حالات الحساسية تجاه المعادن الأخرى. لا يزال النيكل هو الأكثر شيوعًا، لكن الكوبالت هو ثاني أكثر أنواع الحساسية شيوعًا، وفي عام 2020 قدم الاتحاد الأوروبي حدًا مؤقتًا للتركيز العام (GCL) بنسبة 0.1 ٪ على الكوبالت. اقترحت فرنسا والسويد حدودًا على النيكل والكوبالت في المنسوجات (130 مجم / كجم من النيكل ، 110 مجم / كجم من الكوبالت) والجلود (70 مجم / كجم من النيكل ، 60 مجم / كجم من الكوبالت). لا يوجد تنظيم خاص بمسببات الحساسية للباليديوم في أوروبا اعتبارًا من أكتوبر 2021.